# Epitausa olivescens
Epitausa olivescens là một loài bướm đêm trong họ Erebidae.